# Зарины (дворянство)
Зорины — русские дворянские роды.
Один из них восходит к XVII веку. Этот род внесён в VI и II части родословной книги Калужской, Московской, Псковской и Санкт-Петербургской губерний.
Другие роды Зориных (всего восемь) более позднего происхождения.

## Известные представители
- Зарин, Александр Дмитриевич (1870—1937) — общественный деятель и политик, член Государственной думы от Псковской губернии.
- Зарин, Аполлинарий Александрович (1805—1872) — русский вице-адмирал, герой Крымской войны.
- Зарин, Владимир Николаевич (1802—1854) — государственный деятель: иркутский, владимирский и курский губернатор.
- Зарин, Николай Дмитриевич (1872—1918) — генерал, герой Первой мировой войны.

## Описание герба
В щите, разделённом надвое, в верхней половине в серебряном поле, изображена райская птица, летящая в правую сторону. В нижней половине в правом голубом поле видна выходящая из облаков, означенных у подошвы щита, рука с саблею, а в левом красном поле серебряная крепость.
Щит увенчан дворянскими шлемом и короной. Нашлемник: три страусовых пера. Намёт на щите серебряный, подложенный красным в голубым.